# NGC 1364
NGC 1364 é uma galáxia localizada na direcção da constelação de Eridanus. Possui uma declinação de -09° 50' 20" e uma ascensão recta de 3 horas, 34 minutos e 59,0 segundos.
A galáxia NGC 1364 foi descoberta em 1886 por Frank Müller.